# Marek Wójcik
Marek Krzysztof Wójcik (Katowice, 24 de março de 1980) é um político da Polónia.
Ele foi eleito para a Sejm em 25 de Setembro de 2005 com 4408 votos em 31 no distrito de Katowice, candidato pelas listas do partido Platforma Obywatelska.